# Goephanes ralaisalamai
Goephanes ralaisalamai là một loài bọ cánh cứng trong họ Cerambycidae.